# Asptandvinge
Asptandvinge (Notodonta torva) är en fjärilsart som beskrevs av Jacob Hübner 1800. Asptandvinge ingår i släktet Notodonta och familjen tandspinnare. Arten är reproducerande i Sverige. Inga underarter finns listade i Catalogue of Life.

## Bildgalleri

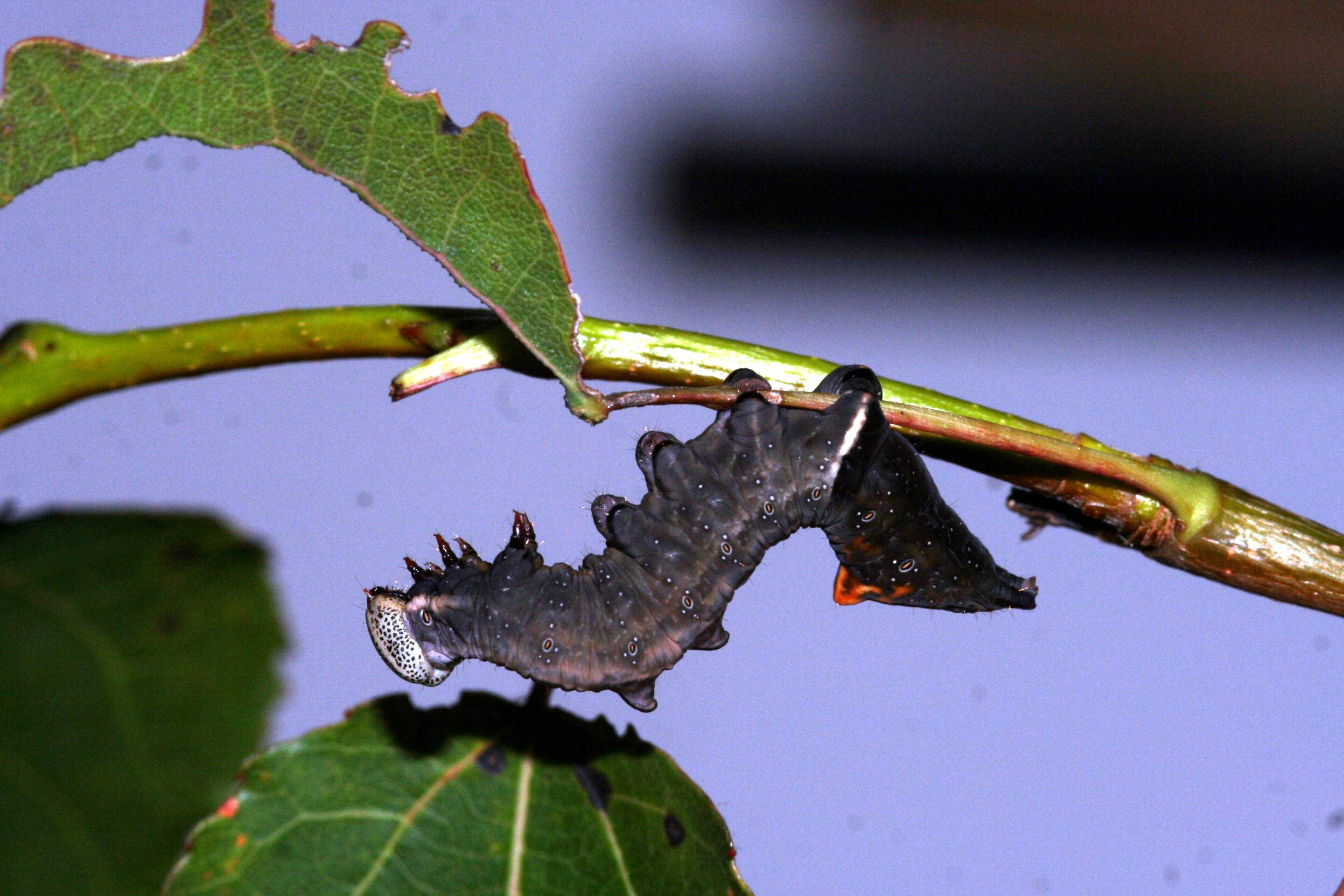
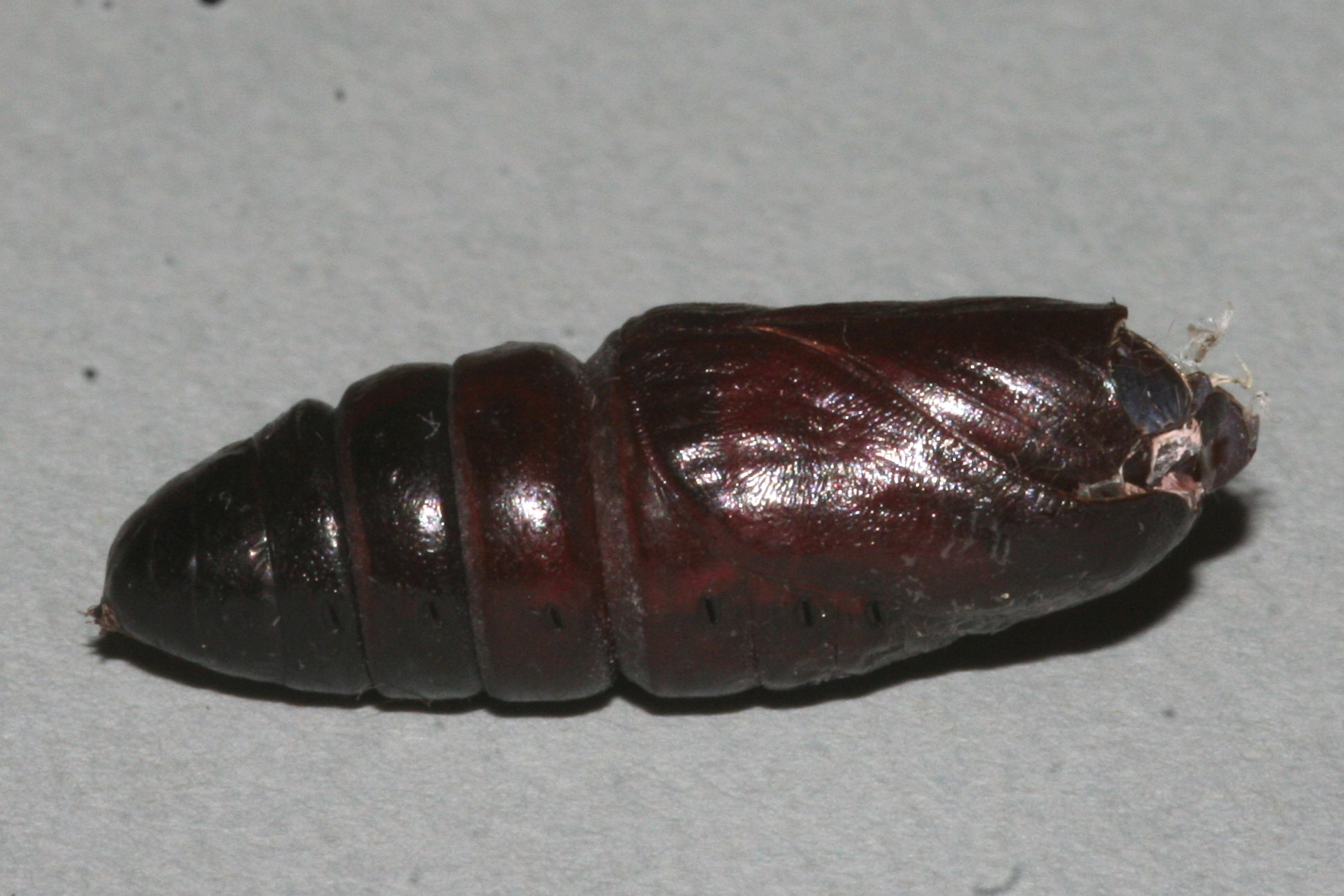
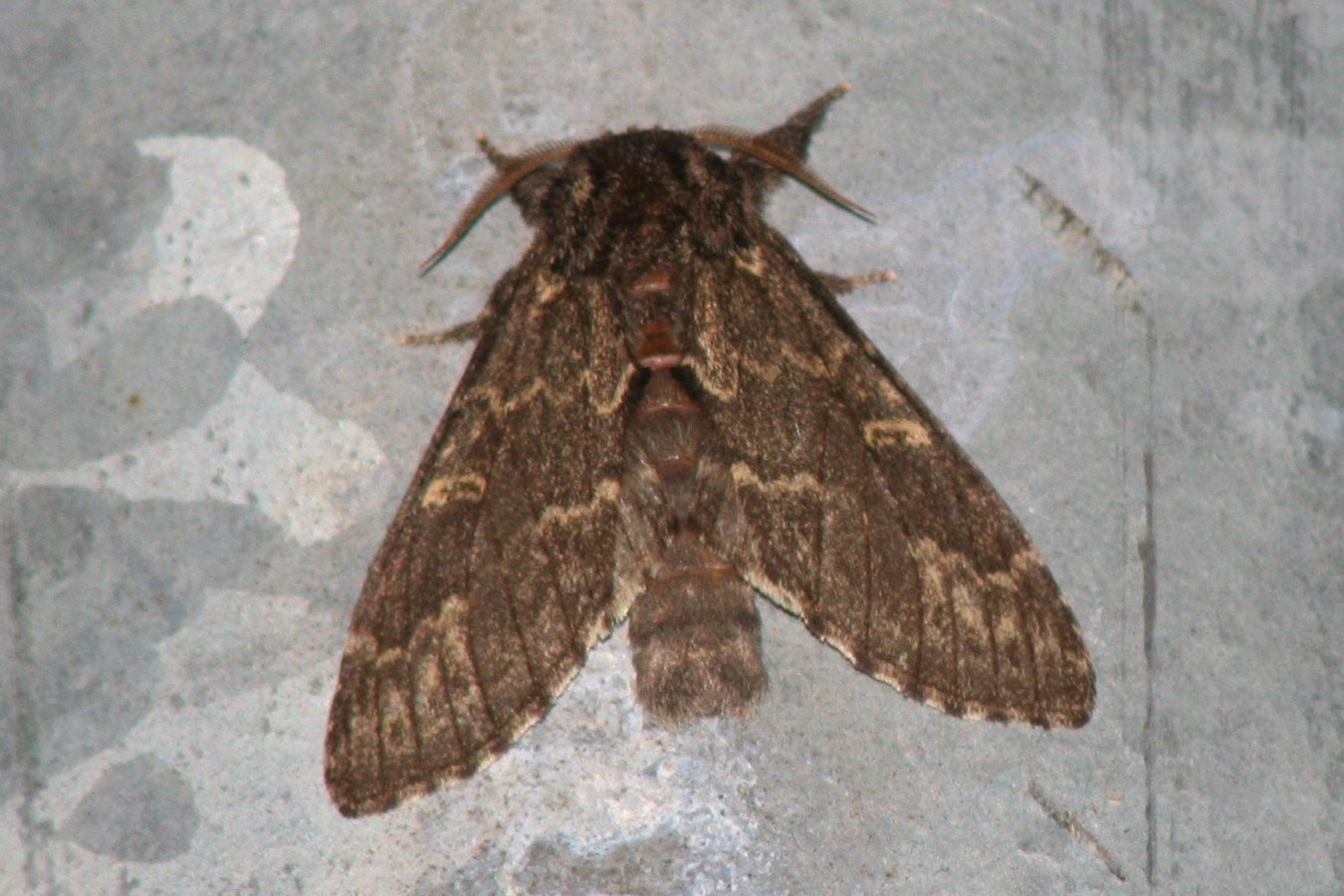
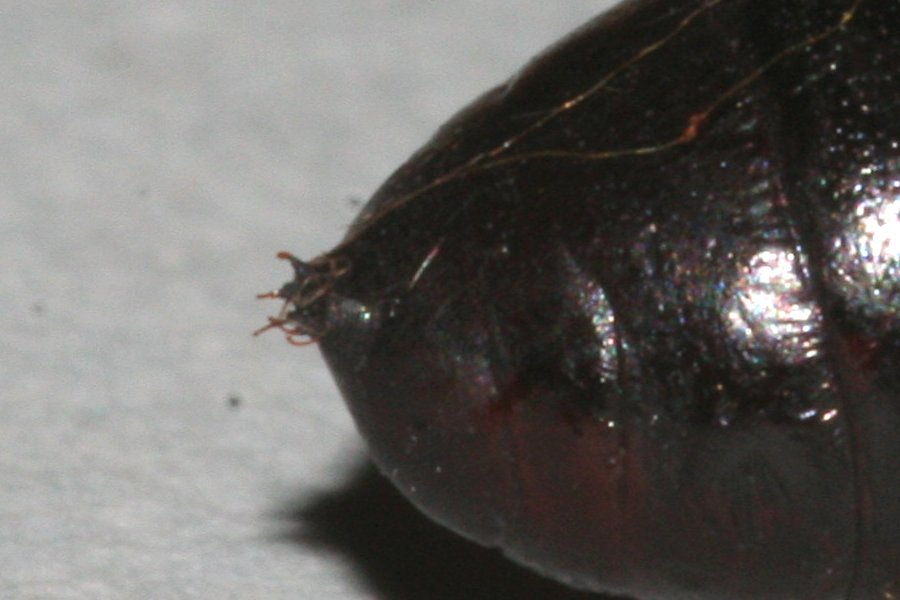
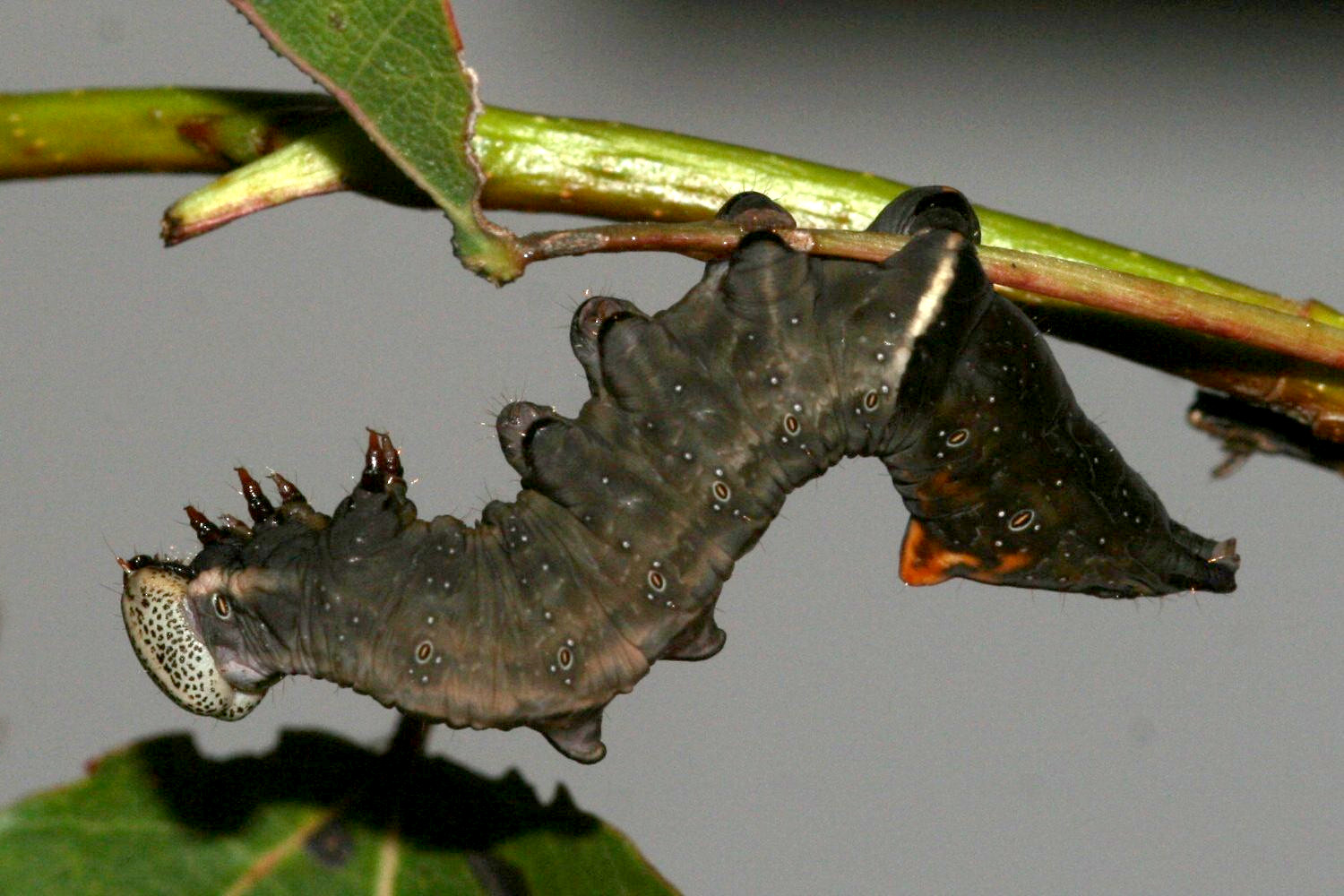
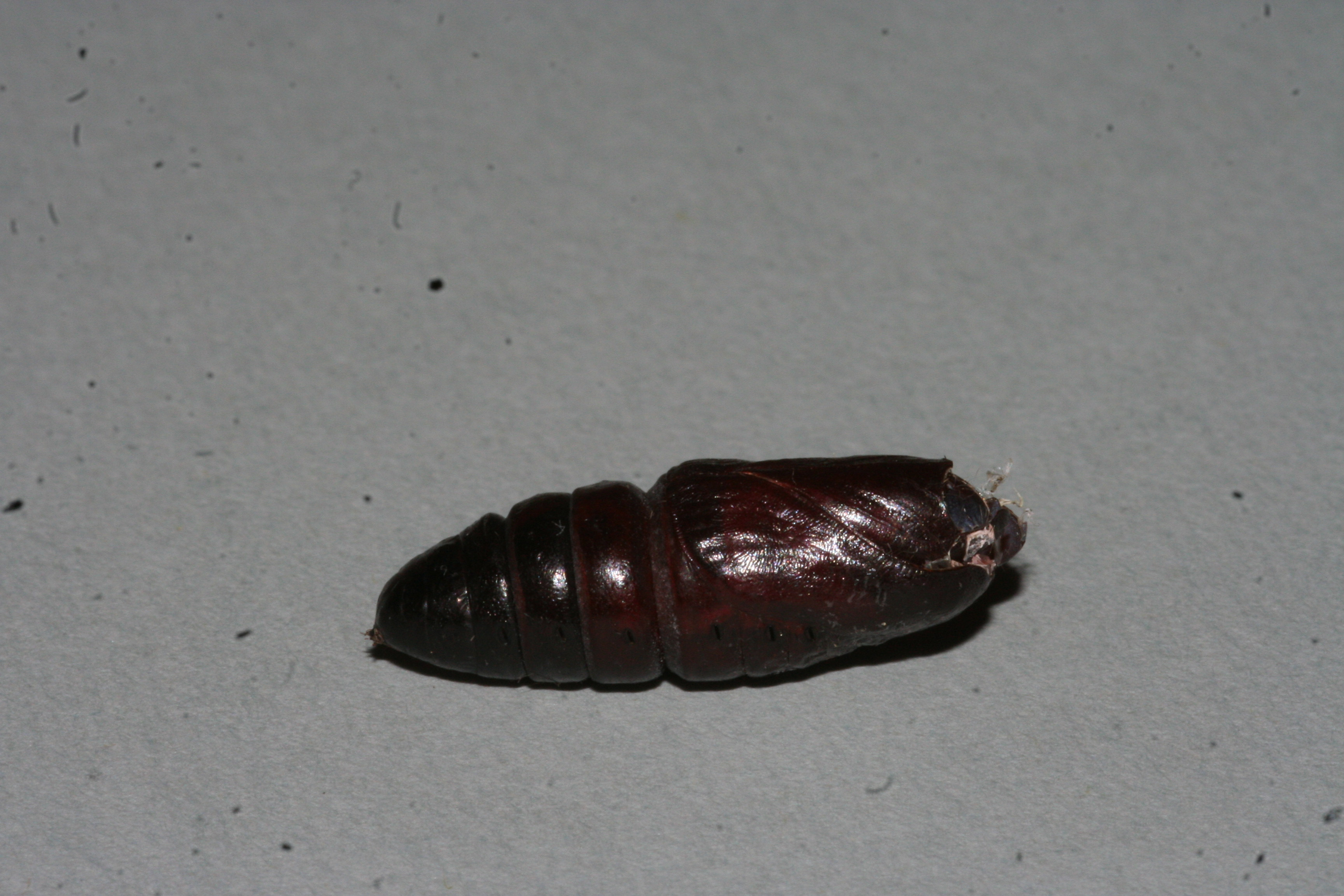